# アヴァクーム

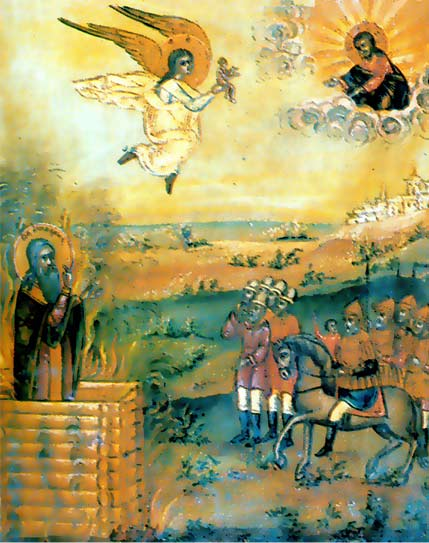
アヴァクームの火刑を描いた、19世紀末のイコン

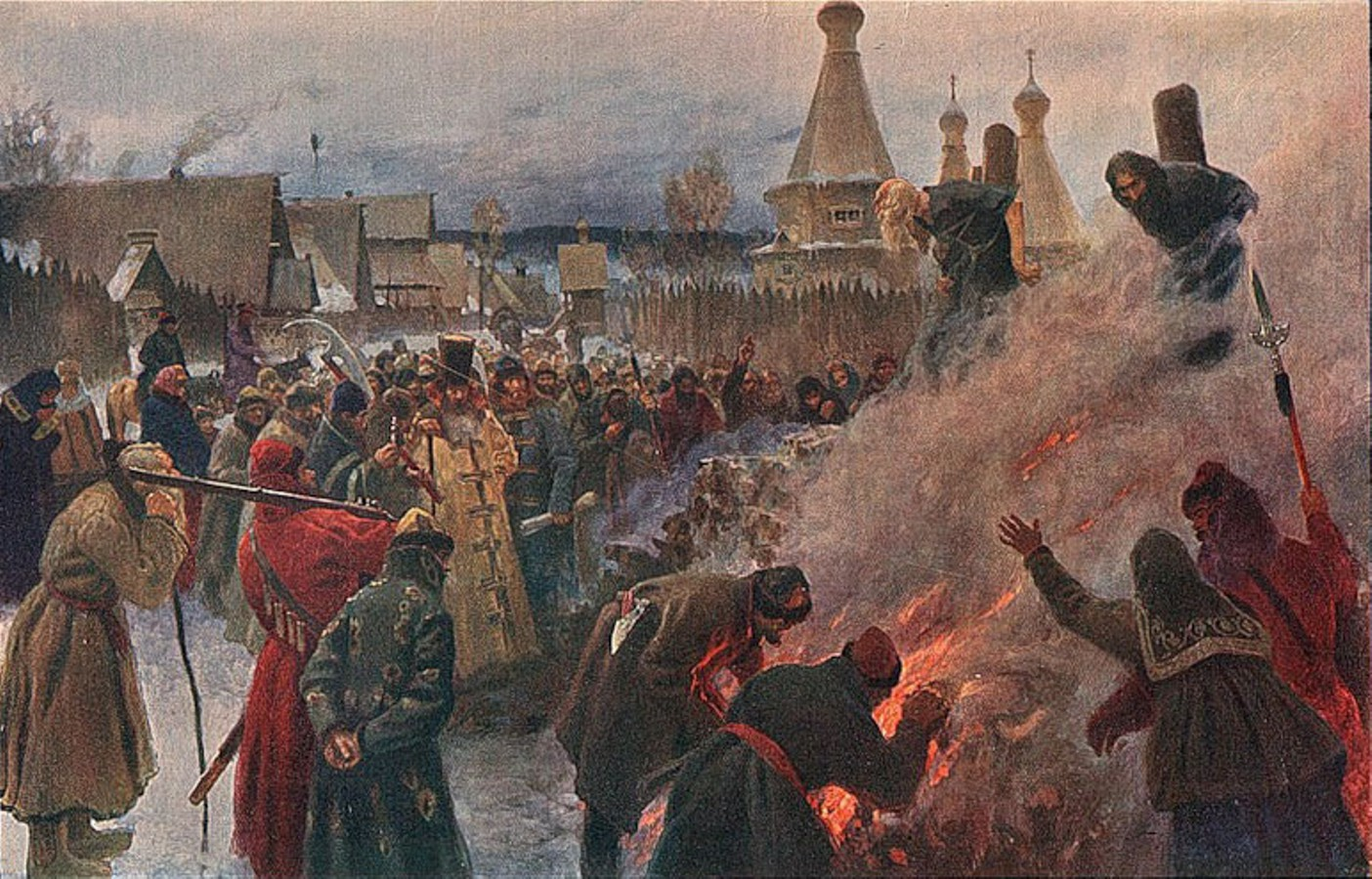
火刑に処されるアヴァクーム（1682年）

アヴァクーム（ロシア語: Петрович Аввакум, Petrovich Avvakum, 1620年か1621年 - 1682年4月24日）は、ロシアの司祭で、古儀式派の最初期の指導者。

## 略歴
ニージニ・ノヴゴロドの東南に位置するグリゴロヴォ村で生まれる。1638年頃に結婚。その後村を追われて、1641年に輔祭となり、2年後に司祭となる。1651年に長司祭に任じられた。
モスクワのカザン聖堂に勤めていた際、総主教ニーコンの教会改革に強く反対し、1653年シベリアに流刑された。はじめツァーリのアレクセイはアヴァクームをモスクワに呼び返し和解させようとしたが、彼は拒否し、逆にニーコンを異端と宣言した。1666年の東方教会会議において定められた、ニーコン以前の礼拝を廃するという方針に従わず、1667年6月17日についに破門され、ヨーロッパ・ロシアの最北端プストジョルスクの砦に流刑された。15年間この地に幽閉されたが節を曲げず、『アヴァクームとエピファニイの生涯』（Жизнеописания Аввакума и Епифания, 1672年 - 1675年）を信仰を同じくする者達への励ましとして書き送った。この間、彼にしたがって正教会に抵抗する古儀式派が広がったため、1682年にツァーリの勅令をもってアヴァクームは焚刑に処せられた。

## 自伝
彼の自伝は当時の文語である教会スラヴ語によらず、〈わがロシア固有の言葉〉である口語（ロシア語）が用いられ、飾り気がなく力強い筆致と人間味豊かな内容によって知られ、トルストイ、ドストエフスキー、ツルゲーネフなどの近代作家によって高い評価を受けることになった。